# Hagsmalbi
Hagsmalbi (Lasioglossum quadrinotatum) är en biart som först beskrevs av Kirby 1802.  Den ingår i släktet smalbin och familjen vägbin. Inga underarter finns listade i Catalogue of Life.

## Beskrivning
Hagsmalbiet är en slank art med övervägande svart kropp och gles behåring utom bakkroppens hårfläckar. Clypeus (munskölden) och pannan är knappast upphöjda, till skillnad från många andra arter i släktet, men hanen har en gul spets på munskölden. Dessutom har han en brun till gulaktig överläpp och bruna käkar. Vingbaserna är gula hos båda könen. På tergit 2 och 3 har arten vita hårfläckar, större hos honan. Kroppslängden är omkring 7 mm. Förväxlingsart är alvarsmalbiet, men de kan skiljas från varandra genom att hagsmalbiet har gula vingbaser medan alvarsmalbiet har brungula.

## Ekologi
Artens livsmiljö är torra gräsmarker, grustäkter, betade hagar, sandhedar och skogar, gärna på kalkgrund. Den är polylektisk, den flyger till blommande växter från många olika familjer, men förekommer oftast på korgblommiga växter som maskrosor och fibblor. Honorna  flyger mellan slutet av mars eller april till slutet av september, och hanarna från slutet av juli till slutet av september. Arten tros vara solitär. Alla smalbihonor samlar pollen som näring åt sin avkomma, men litet är känt om dess ekologi i övrigt. Det antas emellertid att larvbona kan parasiteras av mellanblodbi och punktblodbi, vars larver lever av den ihopsamlade näringen efter det att värdägget eller den nykläckta värdlarven dödats av blodbihonan.

## Utbredningsområde
Utbredningsområdet omfattar Västra palearktis från Storbritannien över Litauen och Estland till Centralasien, med en ungefärlig sydgräns från Iberiska halvön över Grekland till Iran, och norrut i höjd med Uppland i Sverige.
Den svenska utbredningen är i övrigt från Skåne, södra Halland, Blekinge, Småland och Gotland, samt vidare längs östkusten upp till norra Uppland.
I Finland har den enbart observerats på Åland..

## Status
Globalt är arten rödlistad av IUCN som nära hotad. Habitatförlust till följd av skogsplantering, byggnation och gruvdrift anges som tänkbara hot.
Enligt Finlands artdatacenter är arten nära hotad i Finland, medan den är klassificerad som livskraftig i Sverige.